# گله غذایابی چندگونه‌ای
گله غذایابی چندگونه‌ای (به انگلیسی: mixed-species foraging flock)، که به آن گروه شکارچی چندگونه‌ای (mixed hunting party) یا به‌طور غیررسمی موج پرندگان (bird wave) نیز گفته می‌شود، گله‌ای از پرندگان معمولاً حشره‌خوار از گونه‌های مختلف است که به یکدیگر می‌پیوندند و در حین جستجوی غذا با هم حرکت می‌کنند. اینها با توده‌های تغذیه متفاوت هستند، که تجمع گونه‌های مختلف پرنده در مناطقی هستند که غذای زیادی در دسترس است.